# Niño trayendo pan
Un niño trayendo pan (c. 1663) es un óleo sobre lienzo del pintor holandés Pieter de Hooch. Es un ejemplo de pintura de género de la Edad de Oro holandesa y parte de la Colección Wallace.

## Descripción
Un niño ofrece una cesta de panecillos a una señora en un interior acomodado; detrás de ellos un pasillo embaldosado conduce a otro interior oscuro, más allá del cual se puede ver un canal con una segunda mujer, posiblemente la madre del niño, mirando la transacción de lejos. Con su magistral ilusión de profundidad en retroceso, el cuadro demuestra la habilidad de De Hooch para captar los efectos de la luz del día introduciéndose en espacios consecutivos, en este caso a través de una serie de espacios interiores y exteriores. La inicial niña leyendo un libro en la puerta de entrada fue sustituida en la obra final por la mujer y el niño, cuya postura repite la verticalidad de la arquitectura e incita a la vista a desplazarse hacia arriba en el espacio del cuadro. La composición de De Hooch centra la atención del espectador y llena la escena de quietud.
Esta pintura fue documentada por Hofstede de Groot en 1910, que escribió; "34. EL NIÑO que TRAE PANECILLOS O MANZANAS. Sm. Suppl. 45. ; de G. 54. El cuadro muestra una habitación, cuya pared está casi por entero ocupada a la derecha por una ventana alta con escudos de armas, y por la puerta de la casa abierta a la izquierda. En la puerta se encuentra un niño con el cabello largo que mira hacia el espectador; lleva una cofia blanca, una chaqueta gris y pantalones adornados con cintas de colores. Sostiene una cesta de panecillos o manzanas, que una mujer joven, inclinada hacia delante y vista de perfil, recoge. Lleva una cofia de seda negra, una chaqueta de terciopelo negra, una falda de seda roja, y un delantal blanco. La puerta da a un camino, adoquinado con azulejos y bordeado por una valla, que se dirige a través del patio al vestíbulo de entrada bajo una puerta de piedra decorada con un escudo de armas. Más allá hay un canal, al otro lado del cual una mujer está detrás de la medio puerta de una casa. En el primer plano a la derecha hay una silla con un cojín. 
La escena entera está dominada por el rojo y negro del traje de la mujer. Hay tonos azulados en la sombra. Probablemente data de 1665 ; tiene un tono más enérgico que el otro cuadro en la misma colección (33), y es probablemente un poco anterior.
El escudo de armas en la ventana es "or, a fess azure". Las armas en la ventana llevan la inscripción a la izquierda "Cornelis Jansz" o "Jac.," a la derecha "Marnie," o "Maerti". A la izquierda el monograma de la familia del hombre: una "M," en medio de la cual se eleva un fuste que lleva una pequeña "c" y acabando en un "4". A la derecha está el de la familia de la mujer: en un losange, un fuste, con dos trazos cruzados encima y dos trazos que se unen en un ángulo abajo, tiene una " M " a la izquierda y una " C " a la derecha.
Tela, 29 pulgadas por 23 pulgadas. Ventas:
- M. T. Andrioli, viuda de Jan Cliquet, en Ámsterdam, 18 de julio de 1803 (800 florines, C. S. Roos).
- Van Brienen van de Grootelindt de Ámsterdam, en París, 8 de septiembre de 1865, Núm. 14 (50,000 francos).

Ahora en la colección Wallace, Londres, Núm. 27 en el catálogo de 1901."

## Procedencia
Adquirido por Richard Seymour-Conway, IV Marqués de Hertford para su colección c. 1856.